# Curcuma caulina
Curcuma caulina är en enhjärtbladig växtart som beskrevs av John Graham. Curcuma caulina ingår i släktet Curcuma och familjen Zingiberaceae. Inga underarter finns listade i Catalogue of Life.

## Bildgalleri

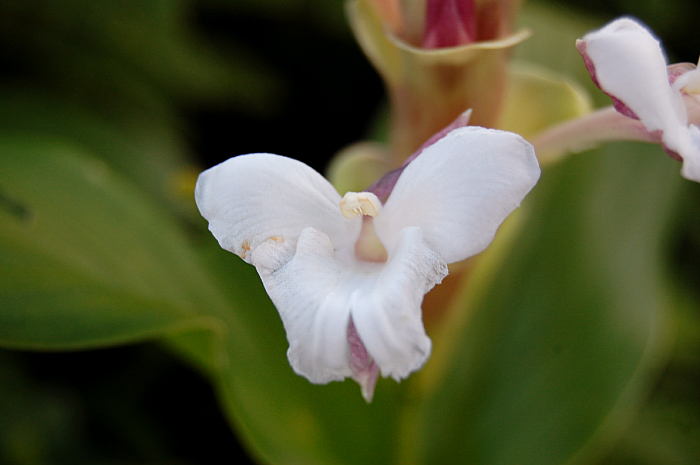
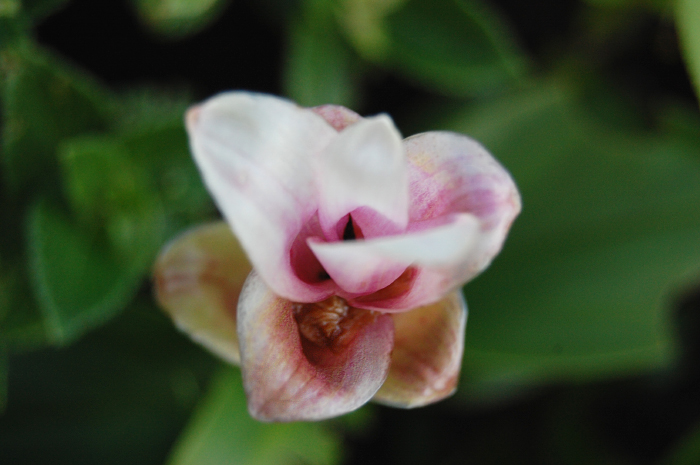